# Alen Roj
Alen Roj, slovenski badmintonist, * 10. november 1992, Maribor.
Roj je član Badminton kluba Kungota iz Zgornje Kungote.
Zelo uspešen je bil že kot mladinec, saj je v prav vseh starostnih kategorijah osvojil vsaj po en naslov državnega prvaka posamezno. Bil je tudi član slovenske mladinske reprezentance, s katero se je udeleževal tekmovanj po vsej Evropi. Vse do polovice sezone 2010/11 je zasedal 2. mesto na evropski mladinski lestvici turnirjev, nadaljnje uspehe pa mu je preprečila hujša poškodba Ahilove tetive. 
Po skoraj osemmesečnem prisilnem premoru se je Roj vrnil na badmintonska igrišča. Na 55. državnem prvenstvu, ki je februarja 2012 potekalo v Zgornji Kungoti, je osvojil dve kolajni: bil je 3. v dvojicah z Luko Petričem in 3. v mešanih dvojicah z Urško Polc. Zdaj je tudi članski reprezentant Slovenije.
56. Državno prvenstvo (2.-3. februar 2013, Zgornja Kungota) je Alenu Roju prineslo kolajne v vseh treh disciplinah: 3. mesto posamezno, 3. mesto mešane dvojice z Urško Polc in 2. mesto dvojice z Luko Petričem.
Roj je trikrat postal športnik leta Občine Kungota, nazadnje marca 2012 zaradi uspehov v letu 2011.